# Caire de sortida

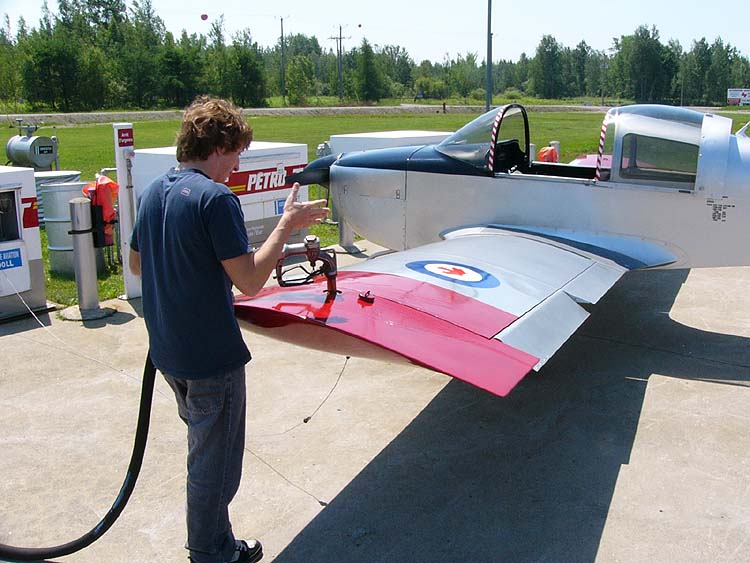
Caire de sortida de l'ala d'un Grumman American AA-1, en el qual es poden veure l'aleró desplaçat cap avall i, més enrere, el flap.

El caire de sortida és el punt del perfil d'una ala en el qual l'aire de l'extradós i el de l'intradós conflueixen i perden el contacte amb l'ala. Es tracta del caire posterior de l'ala. El mateix concepte es pot aplicar a altres superfícies aerodinàmiques de perfil similar a l'alar, com ara els estabilitzadors horitzontals, els estabilitzadors verticals o els àleps d'una hèlice.